# Гагма-Двабзу
Гагма-Двабзу (груз. გაღმა დვაბზუ) — село в Грузии, на территории Озургетского муниципалитета края (мхаре) Гурия.

## География
Село находится в западной части Грузии, на правом берегу реки Натанеби, на расстоянии приблизительно 2 километров (по прямой) к северо-востоку от города Озургети, административного центра муниципалитета. Абсолютная высота — 129 метров над уровнем моря.

## Население
По результатам официальной переписи населения 2014 года, в Гагма-Двабзу проживало 772 человека (353 мужчины и 419 женщин). В национальной структуре населения грузины составляли 99,5 %, армяне — 0,4 %, украинцы — 0,1 %.
| Год  | Население, человек |
| ---- | ------------------ |
| 2002 | 971                |
| 2014 | ↘ 772              |